# Municipio de Randolph (condado de Tippecanoe)
El municipio de Randolph (en inglés: Randolph Township) es un municipio ubicado en el condado de Tippecanoe en el estado estadounidense de Indiana. En el año 2010 tenía una población de 931 habitantes y una densidad poblacional de 12,01 personas por km².

## Geografía
El municipio de Randolph se encuentra ubicado en las coordenadas 40°15′30″N 86°54′49″O / 40.25833, -86.91361. Según la Oficina del Censo de los Estados Unidos, el municipio tiene una superficie total de 77.5 km², de la cual 77,5 km² corresponden a tierra firme y (0 %) 0 km² es agua.

## Demografía
Según el censo de 2010, había 931 personas residiendo en el municipio de Randolph. La densidad de población era de 12,01 hab./km². De los 931 habitantes, el municipio de Randolph estaba compuesto por el 96,89 % blancos, el 0,54 % eran afroamericanos, el 0,11 % eran amerindios, el 0,32 % eran asiáticos, el 0,75 % eran de otras razas y el 1,4 % eran de una mezcla de razas. Del total de la población el 1,5 % eran hispanos o latinos de cualquier raza.